# ロブスタコーヒーノキ

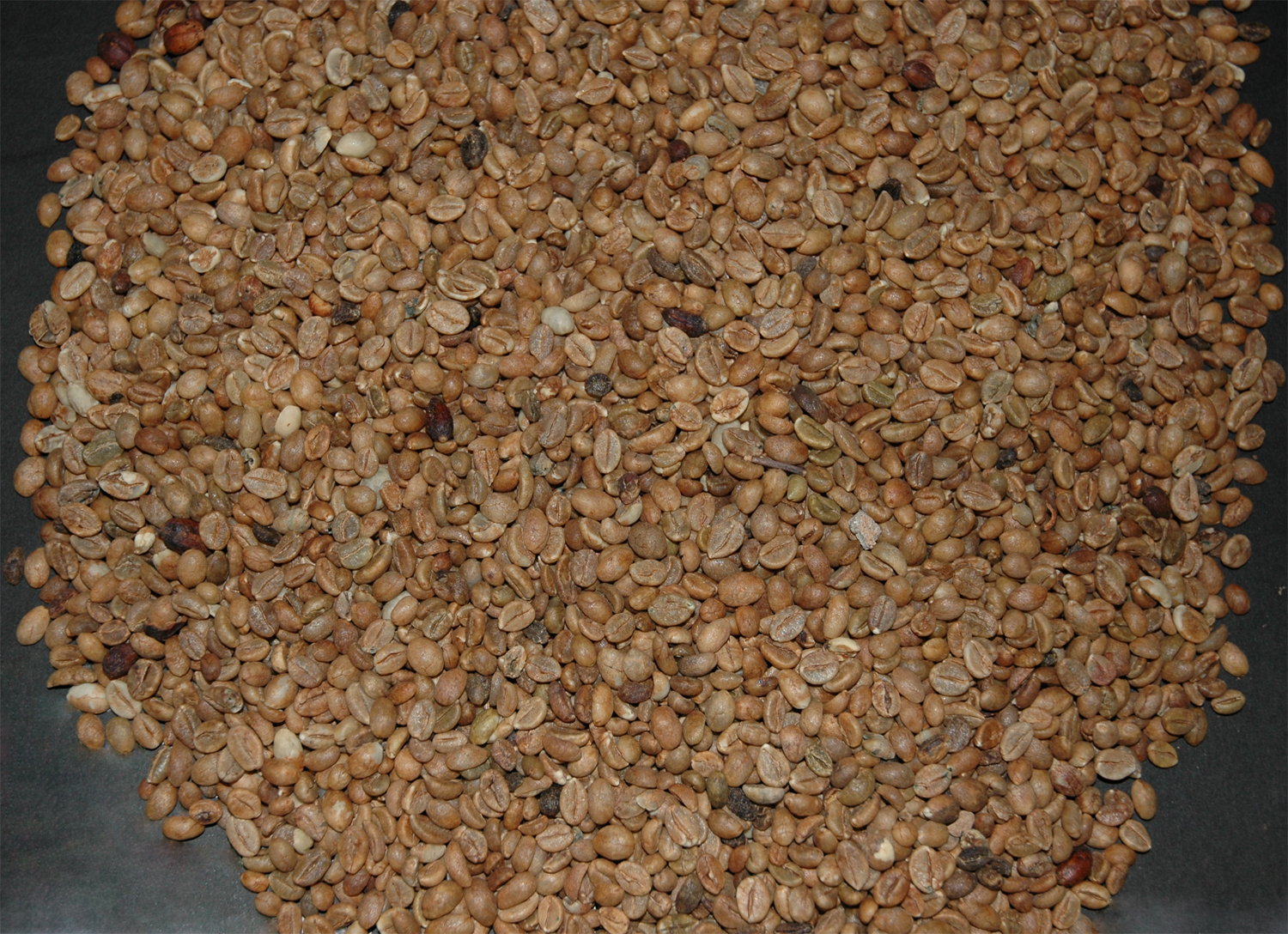
焙煎前のロブスタコーヒーの豆

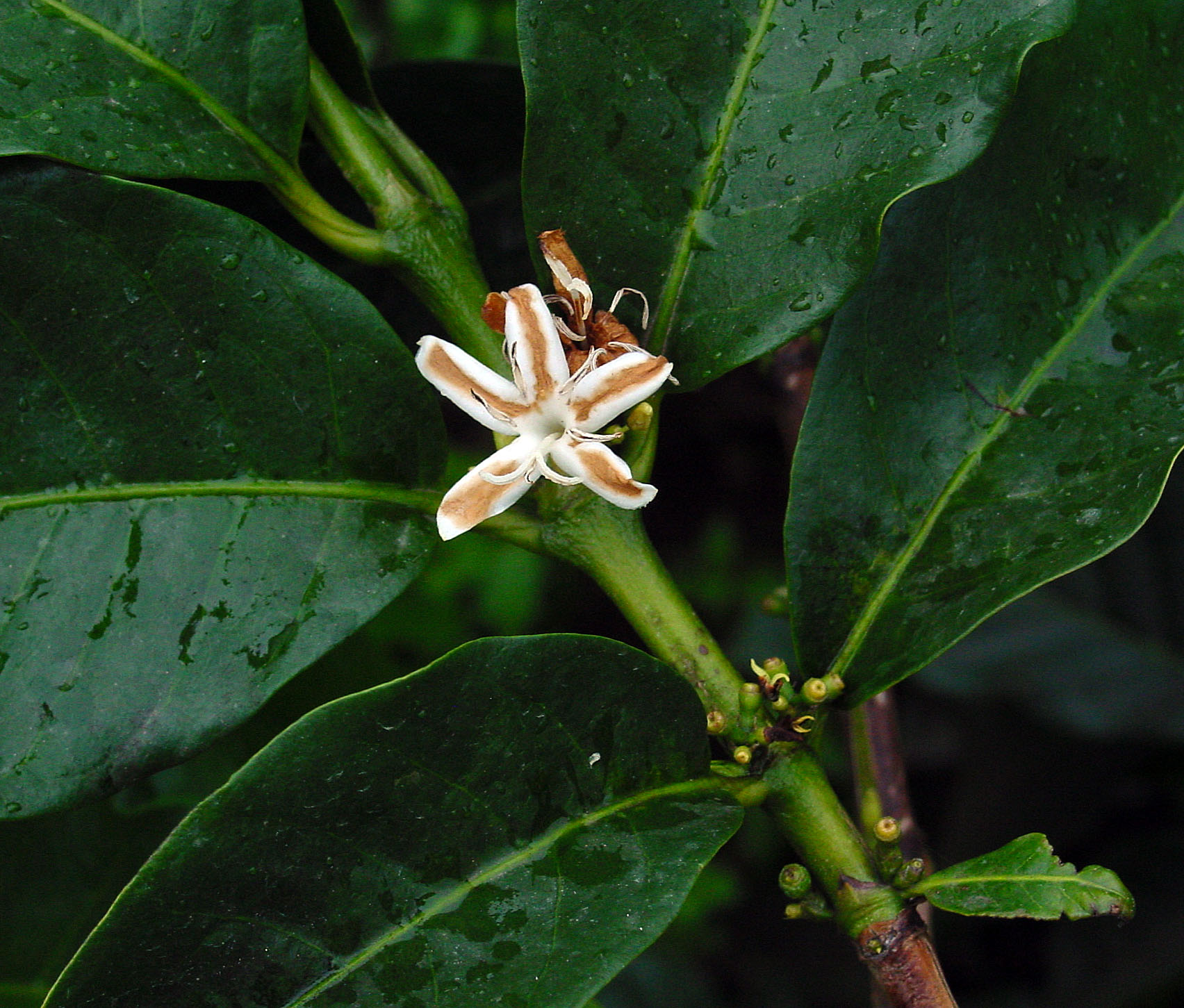
ロブスタコーヒーノキの花

ロブスタコーヒーノキ（学名: Coffea canephora）は、アカネ科に分類される被子植物で、ビクトリア湖から西アフリカ原産のコーヒーノキの1種である。コーヒー豆の品種としてはロブスタ種、あるいはカネフォラ種と呼ばれることもある。主に栽培されているロブスタコーヒーノキはロブスタ、ウガンダという2種であるが、ブラジルのエスピリトサント州ではコニロンという新種も栽培されている。アラビカコーヒーノキやリベリカコーヒーノキとともにコーヒー3大原種の1つに数えられる。

## 特徴
成長すると樹高2メートルから9メートル程度にまで成長し、大きな傘のような形になる。果実は小さく、熟すと赤色になる。

## 栽培地
高温多湿の気候にも順応するため、アラビカコーヒーノキの栽培に不向きなアフリカやアジアで栽培されている。海抜500メートル以下の低地でも栽培することができるが、低温には弱く、主にブラジル・ベトナム・インドネシア・コートジボワールなどで生産されている。アラビカコーヒーノキよりも収穫高が多い。また病気や害虫にはアラビカコーヒーノキやリベリカコーヒーノキよりも強いといわれており、ロブスタ (Robusta) の語源は英語で「強健な」を意味する"robust"に由来すると言われている。
- ベトナム
- インドネシア
- ブラジル
- コートジボワール
- ウガンダ
- カメルーン
- タイ王国
- マダガスカル
- コンゴ民主共和国(旧ザイール)
- インドなど[8]

## 自生地
アラビカコーヒーノキやリベリカコーヒーノキと同じように原産地は熱帯アフリカ東部の、主にエチオピアであるといわれる。ロブスタコーヒーノキがコーヒーノキ属に分類される植物と知られるようになったのはアラビカコーヒーノキがコーヒーノキ属と認識されてから約1世紀経過した19世紀になってのことである。

## 利用
ロブスタコーヒーノキの生産が始まったのは20世紀初めごろであると言われ、現在では世界で生産されるコーヒーのうちおよそ15〜20パーセントがロブスタコーヒーである。主要生産国のひとつであるベトナムにはもともと19世紀の終わりにフランスの入植者が持ち込んだと言われる。ブラジルやアフリカでも同じように栽培され、これらの地域ではコニロンと呼ばれるようになった。ベトナムは21世紀初頭、ロブスタ種のコーヒー豆の生産量で世界一である。さらにベトナムでは2000年代最初の約10年間でコーヒーの生産高が約7倍となりブラジルに匹敵するロブスタコーヒーの生産国となったが、依然としてブラジルは世界全体のコーヒー生産量のうちの3分の1を生産している（ただしその80パーセントはアラビカコーヒー）。
ロブスタコーヒーはアラビカコーヒーのような他の主要なコーヒー種よりも管理しやすく生産量も多いため、比較的低コストでの生産が可能である。焙煎された豆でいれたコーヒーは濃くて独特の荒々しい香りがし、含有するピラジン有機化合物のためにアラビカコーヒーよりも苦い。アラビカコーヒーは酸味が強すぎるという人もいるが、一般的にはロブスタコーヒーよりもアラビカコーヒーのほうが口当たりがよく高級品と考えられ、ロブスタコーヒーは低品質なブレンドコーヒーの量増しのために混ぜられたり、インスタントコーヒーの原料に用いられる。しかしコーヒーにより深い「コク」と「パンチ」をブレンドするため香りの強いロブスタコーヒーが好まれることもあり、品質の良いロブスタコーヒーの豆はイタリアのエスプレッソのクレマ（イタリア語: crema）と言われる泡に苦みを与えるために用いられる。ただしアラビカ種のようにストレートで飲まれることは稀である。ロブスタコーヒーはアラビカコーヒーの約2倍のカフェインを含有する。